# Nikon Coolpix 2200
Le Nikon Coolpix 2200 est un appareil photographique numérique de type compact fabriqué par Nikon, de la série de Nikon Coolpix.
|  |  |  |

Commercialisé en mars 2004, le 2200 est un appareil de dimensions réduites : 8,8 × 6,5 × 3,8 cm.

C'est un appareil d'entrée de gamme pour débuter dans la photographie numérique.

Son boîtier de forme ergonomique lui assure une bonne prise avec ses dimensions réduites de 8,8 × 6,5 × 3,8 cm. Il possède une définition de 2 mégapixels et est équipé d'un zoom optique de 3x.

Sa portée minimum de la mise au point est de 30 cm mais ramenée à 4 cm en mode macro.

Son automatisme gère 14 modes Scène pré-programmés afin de faciliter les prises de vues (paysage, portrait, gros plan, musée, fête/intérieur, rétro-éclairage, plage/neige, portrait nuit, feu d'artifice, paysage de nuit, aube/crépuscule, panorama, reproduction, sports, coucher de soleil).

L’ajustement de l'exposition est automatique et permet également un mode manuel avec un ajustement dans une fourchette de ±2.0 par paliers de 0,33 EV.

La balance des blancs se fait de manière automatique, mais également semi-manuel avec des options pré-réglées.

La fonction "BSS" sélectionne, parmi une séquence de dix prises de vues successives, l'image la mieux exposée et l'enregistre automatiquement.

Son flash incorporé a une portée effective de 0,4 à 3,7 m et dispose de la fonction atténuation des yeux rouges.

Nikon a arrêté sa production en 2006.

## Caractéristiques
- Capteur CCD taille 1/3.2 pouce - 2,14 millions de pixels, effective : 2 millions de pixels
- Zoom optique : 3×, numérique: 4×
- Distance focale équivalence 35 mm : 36-108 mm
- Ouverture de l'objectif : F/2,6-F/4,7
- Vitesse d'obturation : 4 à 1/3000 seconde
- Sensibilité : ISO 50 - 100- 200
- Stockage : Secure Digital SD - mémoire interne 14,5 Mo
- Définition image maxi : 1600 × 1200 au format JPEG
- Autres définitions : 1024 × 768 et 640 × 480
- Définitions vidéo : 640×480, 320 × 240 et 160 × 120 à 15 images par seconde au format QuickTime
- Connectique : USB, audio-vidéo composite
- Écran LCD de 1,6 pouce - matrice active TFT de 80 000 pixels
- Compatible Pictbridge
- Batterie rechargeable NiMH type EN-MH1
- Poids : 140 g sans accessoires (batteries-mémoire externe)
- Finition : argent.